# جويل سي. روزنبرغ
جويل سي. روزنبرغ (بالإنجليزية: Joel C. Rosenberg)‏ (17 أبريل 1967، روتشستر في الولايات المتحدة)؛ روائي أمريكي. درس في جامعة سيراكيوز.